# Semiothisa parobditaria
Semiothisa parobditaria är en fjärilsart som beskrevs av Paul Dognin 1900. Semiothisa parobditaria ingår i släktet Semiothisa och familjen mätare. Inga underarter finns listade i Catalogue of Life.